# Страдела (Павија)
Страдела (итал. Stradella) је насеље у Италији у округу Павија, региону Ломбардија.
Према процени из 2011. у насељу је живело 10835 становника. Насеље се налази на надморској висини од 90 м.

## Становништво
Према резултатима пописа становништва 2011. у општини је живело 11.639 становника.
| 1931. | 1936. | 1951. | 1961.  | 1971.  | 1981.  | 1991.  | 2001.  | 2011.  |
| ----- | ----- | ----- | ------ | ------ | ------ | ------ | ------ | ------ |
| 9.143 | 8.955 | 9.646 | 10.203 | 11.766 | 11.830 | 11.328 | 10.763 | 11.639 |